# دانيال إي. فلوريس
دانيال إي. فلوريس (بالإنجليزية: Daniel E. Flores)‏ هو كاهن كاثوليكي أمريكي، ولد في 28 أغسطس 1961 في بالاسيوس في الولايات المتحدة.